# 深堀敏
深堀敏(ふかほりさとし、1924年10月8日 - 2009年9月24日)は、カトリック高松司教区の元司教。洗礼名はヨセフ。1977年9月24日に司教叙階を受けて以来、2004年5月まで司教を務めた。
出生は長崎県であり、泰星中学校卒業後にカナダのモントリオール大学神学部に入学している。同大学の大学院在学中の1951年12月22日に司祭の叙階を受けた。また福岡教区の司祭であった時、西口彰の教戒師として福岡拘置所に通っていた。